# Handbol als Jocs Olímpics d'estiu de 2008

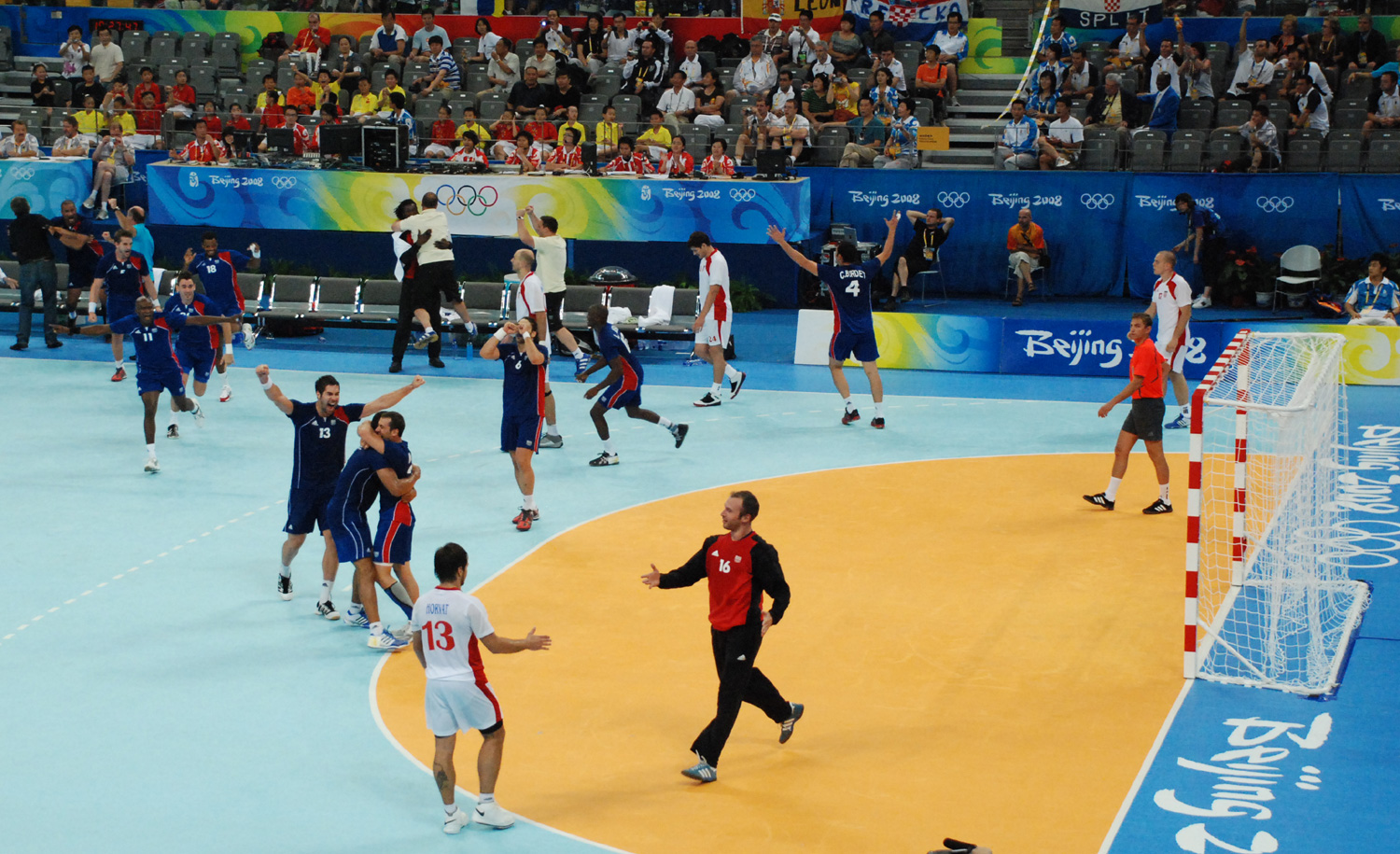
Els integrants de la selecció francesa celebren el seu pas a la final del torneig olímpic, després de derrotar a Croàcia.

El handbol als Jocs Olímpics de Pequín 2008 es disputà a l'estadi Guojia Tiyuguan de Pequín entre el 9 i el 24 d'agost de 2008. Es repartiren dos jocs de medalles, un per a la competició masculina i un altre per a la competició femenina. Per primer cop el torneig femení comptà, de la mateixa manera que els homes, amb 12 equips participants. Van participar-hi un total de 343 jugadors: 172 homes i 171 dones de 18 països.

## Calendari de classificació

### Classificació masculina[2]
| Competició                        | Data                              | Lloc           | Núm de places | Classificats       |
| --------------------------------- | --------------------------------- | -------------- | ------------- | ------------------ |
| País organitzador                 |                                   |                | 1             | R.P. de la Xina    |
| Campionat del món 2007            | 19 de gener a 4 de febrer de 2007 | Alemanya       | 1             | Alemanya           |
| Campionat d'Europa 2008           | 17 a 27 de gener de 2008          | Noruega        | 1             | Dinamarca          |
| Torneig de classificació d'Àsia   | 25 a 31 de gener de 2008          | Tòquio         | 1             | Corea del Sud      |
| Copa d'Àfrica de les Nacions 2008 | 10 al 17 de gener de 2008         | Angola         | 1             | Egipte             |
| Jocs Panamericans                 | 14 al 29 de juliol de 2007        | Rio de Janeiro | 1             | Brasil             |
| Preolímpic 1                      | 30 de maig a 1 de juny de 2008    | Polònia        | 2             | Polònia · Islàndia |
| Preolímpic 2                      | 30 de maig a 1 de juny de 2008    | França         | 2             | França · Espanya   |
| Preolímpic 3                      | 30 de maig a 1 de juny de 2008    | Croàcia        | 2             | Croàcia · Rússia   |
| TOTAL                             |                                   |                | 12            |                    |

#### Preolímpics

##### Preolímpic 1
- Polònia, organitzadora, 2n del campionat del món
- Islàndia, 8è del campionat del món
- Suècia, millor europea, encara no qualificat, del Campionat d'Europa 2008
- Argentina, 2n dels Jocs panamericains

| Preolímpic 1 (Wrocław) |           |     |   |   |   |   |    |    |        |
|                        | Equip     | Pts | J | G | E | P | GF | GC | Difer. |
| 1                      | Polònia   | 5   | 3 | 2 | 1 | 0 | 84 | 76 | 8      |
| 2                      | Islàndia  | 4   | 3 | 2 | 0 | 1 | 93 | 86 | 7      |
| 3                      | Suècia    | 3   | 3 | 1 | 1 | 1 | 80 | 72 | 8      |
| 4                      | Argentina | 0   | 3 | 0 | 0 | 3 | 74 | 97 | -23    |

| 30 maig | Islàndia  | 36 | 27 | Argentina | 18h00 |
| 30 maig | Polònia   | 22 | 22 | Suècia    | 20h15 |
| 31 maig | Suècia    | 33 | 21 | Argentina | 18h00 |
| 31 maig | Polònia   | 34 | 28 | Islàndia  | 20h15 |
| 1 juny  | Suècia    | 25 | 29 | Islàndia  | 18h15 |
| 1 juny  | Argentina | 26 | 28 | Polònia   | 20h30 |

##### Preolímpic 2
- França, organitzadora, 4t del campionat del món
- Espanya, 7è del campionat del món
- Tunísia, 2n de la Copa d'Àfrica 2008
- Noruega, 2n millor europeu, encara no qualificat, del Campionat d'Europa 2008

| Preolímpic 2 (París) |         |     |   |   |   |   |    |    |        |
|                      | Equip   | Pts | J | G | E | P | GF | GC | Difer. |
| 1                    | França  | 6   | 3 | 3 | 0 | 0 | 90 | 72 | 18     |
| 2                    | Espanya | 4   | 3 | 2 | 0 | 1 | 86 | 87 | -1     |
| 3                    | Noruega | 1   | 3 | 0 | 1 | 2 | 84 | 91 | -7     |
| 4                    | Tunísia | 1   | 3 | 0 | 1 | 2 | 83 | 93 | -10    |

| 30 maig | França  | 34 | 25 | Tunísia | 19h30 |
| 30 maig | Espanya | 33 | 31 | Noruega | 21h30 |
| 31 maig | França  | 28 | 24 | Espanya | 17h00 |
| 31 maig | Tunísia | 30 | 30 | Noruega | 19h30 |
| 1 juny  | Tunísia | 28 | 29 | Espanya | 14h30 |
| 1 juny  | Noruega | 23 | 28 | França  | 16h30 |

##### Preolímpic 3
- Croàcia, organitzador, 5è del Campionat del món
- Rússia, 6è del Campionat del món
- Japó, 2n del Preolímpic Asiàtic
- Algèria, 3tr de la Copa d'Àfrica 2008

| Preolímpic 3 (Zadar) |         |     |   |   |   |   |     |     |        |
|                      | Equip   | Pts | J | G | E | P | GF  | GC  | Difer. |
| 1                    | Croàcia | 6   | 3 | 3 | 0 | 0 | 100 | 72  | 28     |
| 2                    | Rússia  | 4   | 3 | 2 | 0 | 1 | 107 | 69  | 38     |
| 3                    | Japó    | 2   | 3 | 1 | 0 | 2 | 91  | 108 | -17    |
| 4                    | Algèria | 0   | 3 | 0 | 0 | 3 | 65  | 114 | -49    |

| 30 maig | Rússia  | 39 | 12 | Algèria | 15h30 |
| 30 maig | Croàcia | 37 | 22 | Japó    | 17h30 |
| 31 maig | Japó    | 38 | 24 | Algèria | 15h30 |
| 31 maig | Croàcia | 26 | 24 | Rússia  | 17h30 |
| 1 juny  | Japó    | 31 | 44 | Rússia  | 15h30 |
| 1 juny  | Algèria | 26 | 37 | Croàcia | 17h30 |

### Classificació femenina[3]
| Competició                        | Data                       | Lloc              | Núm de places | Classificats           |
| --------------------------------- | -------------------------- | ----------------- | ------------- | ---------------------- |
| País organitzador                 | -                          | -                 | 1             | R.P. de la Xina        |
| Campionat del món 2007            | 2 a 16 de desembre de 2007 | França            | 1             | Rússia                 |
| Campionat d'Europa 2006           | 7 a 17 de desembre de 2006 | Suècia            | 1             | Noruega                |
| Torneig de classificació d'Àsia   | 1 a 6 de setembre de 2007  | Kazakhstan Almati | 1             | Kazakhstan             |
| Copa d'Àfrica de les Nacions 2008 | 8 a 17 de gener de 2008    | Angola            | 1             | Angola                 |
| Jocs Panamericans                 | 14 a 29 de juliol de 2007  | Brasil            | 1             | Brasil                 |
| Preolímpic 1                      | 28 a 30 de març de 2008    | Alemanya          | 2             | Alemanya · Suècia      |
| Preolímpic 2                      | 28 a 30 de març de 2008    | Romania           | 2             | Romania · Hongria      |
| Preolímpic 3                      | 28 a 30 de març de 2008    | França            | 2             | França · Corea del Sud |
| TOTAL                             |                            |                   | 12            |                        |

#### Preolímpics

##### Preolímpic 1
- Alemanya, organitzador, 3r del Campionat del món
- Croàcia, 9è del Campionat del món
- Suècia, equip no classificat després del Campionat d'Europa d'handbol 2006
- Cuba, 2n dels Jocs Panamericans

| Preolímpic 1 (Leipzig) |          |     |   |   |   |   |    |    |      |
|                        | Équipe   | Pts | J | G | E | P | GF | GC | Diff |
| 1                      | Alemanya | 6   | 3 | 3 | 0 | 0 | 86 | 63 | 23   |
| 2                      | Suècia   | 4   | 3 | 2 | 0 | 1 | 81 | 69 | 12   |
| 3                      | Cràcia   | 2   | 3 | 1 | 0 | 2 | 69 | 71 | -2   |
| 4                      | Cuba     | 0   | 3 | 0 | 0 | 3 | 66 | 99 | -33  |

| 28 mars | Croàcia  | 31 | 25 | Cuba     | 17h30 |
| 28 mars | Alemanya | 27 | 26 | Suècia   | 19h30 |
| 29 març | Suècia   | 31 | 20 | Cuba     | 13h30 |
| 29 març | Alemanya | 22 | 16 | Croàcia  | 15h40 |
| 30 març | Suècia   | 24 | 22 | Croàcia  | 13h00 |
| 30 març | Cuba     | 21 | 37 | Alemanya | 15h10 |

##### Preolímpic 2
- Romania, organitzador, 4t del Campionat del món
- Hongria, 8è del Campionat del món
- Japó, millor equip, encara no classificat, de la zona asiàtica
- Polònia, millor país europeu, encara no classificat, del Campionat del món

| Preolímpic 2 (Bucarest) |         |     |   |   |   |   |     |     |      |
|                         | Équipe  | Pts | J | G | E | P | GF  | GC  | Diff |
| 1                       | Romania | 6   | 3 | 3 | 0 | 0 | 102 | 76  | 26   |
| 2                       | Hongria | 4   | 3 | 2 | 0 | 1 | 107 | 90  | 17   |
| 3                       | Japó    | 2   | 3 | 1 | 0 | 2 | 79  | 110 | -31  |
| 4                       | Polònia | 0   | 3 | 0 | 0 | 3 | 83  | 95  | -12  |

| 28 març | Hongria | 39 | 30 | Polònia | 15h00 |
| 28 març | Romania | 44 | 21 | Japó    | 17h00 |
| 29 març | Japó    | 29 | 27 | Polònia | 15h00 |
| 29 març | Romania | 31 | 29 | Hongria | 17h00 |
| 30 març | Japó    | 29 | 39 | Hongria | 15h00 |
| 30 març | Polònia | 26 | 27 | Romania | 17h00 |

##### Preolímpic 3
- França, organitzador, 5è del Campionat del Món
- Costa d'Ivori, 2n de la Copa d'Àfrica
- Corea del Sud, 6è del Campionat del Món
- Congo, 3r de la Copa d'Àfrica

| Preolímpic 3 (Nimes) |               |     |   |   |   |   |     |    |      |
|                      | Équipe        | Pts | J | G | E | P | GF  | GC | Diff |
| 1                    | França        | 5   | 3 | 2 | 1 | 0 | 95  | 54 | 41   |
| 2                    | Corea del Sud | 5   | 3 | 2 | 1 | 0 | 100 | 69 | 31   |
| 3                    | Congo         | 2   | 3 | 1 | 0 | 2 | 69  | 99 | -30  |
| 4                    | Costa d'Ivori | 0   | 3 | 0 | 0 | 3 | 57  | 99 | -42  |

| 28 mars | Corea del Sud | 37 | 23 | Congo         | 17h00 |
| 28 mars | França        | 34 | 10 | Costa d'Ivori | 19h00 |
| 29 mars | Costa d'Ivori | 26 | 27 | Congo         | 16h00 |
| 29 mars | França        | 25 | 25 | Corea del Sud | 18h00 |
| 30 mars | Costa d'Ivori | 21 | 38 | Corea del Sud | 15h00 |
| 30 mars | Congo         | 19 | 36 | França        | 17h00 |

## Resultats

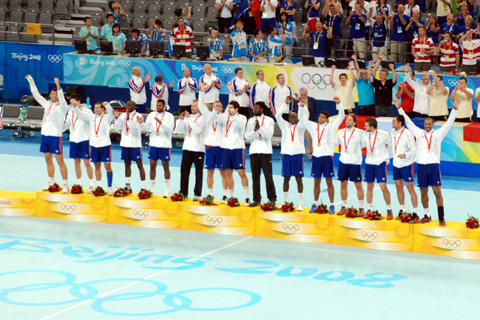
Els medallister d'or de França recullen les medalles el 24 d'agost de 2008

## Resultats[1]
| Prova | Or | Plata | Bronze |
| Homes | França · Luc Abalo · Joel Abati · Cedric Burdet · Didier Dinart · Jerome Fernández · Bertrand Gille · Guillaume Gille · Olivier Girault · Michael Guigou · Nikola Karabatic · Daouda Karaboue · Cristophe Kempe · Daniel Narcisse · Thierry Omeyer · Cedric Paty                                              | Islàndia · Sturla Ásgeirsson · Arnór Atlason · Logi Geirsson · Snorri Steinn Guðjónsson · Hreiðar Levy Guðmundsson · Róbert Gunnarsson · Björgvin Páll Gústavsson · Ásgeir Örn Hallgrímsson · Ingimundur Ingimundarson · Sverre Andreas Jakobsson · Alexander Petersson · Guðjón Valur Sigurðsson · Sigfús Sigurðsson · Ólafur Stefánsson | Espanya · David Barrufet · Jon Belaustegui · David Davis · Alberto Entrerrios · Raúl Entrerrios · Rubén Garabaya · Juan Garcia · José Javier Hombrados · Demetrio Lozano · Cristian Malmagro · Carlos Prieto · Albert Rocas · Iker Romero · Víctor Tomàs |
| Dones | Noruega · Ragnhild Aamodt · Karoline Dyhre Breivang · Marit Malm Frafjord · Gro Hammerseng · Katrine Lunde Haraldsen · Kari Aalvik Grimsboe · Kari Mette Johansen · Tonje Larsen · Kristine Lunde · Else-Marthe Sørlie Lybekk · Tonje Noestvold · Katja Nyberg · Linn-Kristin Riegelhuth · Goeril Snorroeggen | Rússia · Ekaterina Andryushina · Irina Bliznova · Elena Dmitrieva · Anna Kareeva · Ekaterina Marennikova · Elena Polenova · Irina Poltoratskaya · Liudmila Postnova · Oxana Romenskaya · Natalia Shipilova · Maria Sidorova · Inna Suslina · Emilia Turey · Yana Uskova                                                                   | Corea del Sud · An Junghwa · Bae Minhee · Choi Imjeong · Hong Jeongho · Huh Soonyoung · Kim Chayoun · Kim Namsun · Kim Ona · Lee Minhee · Moon Pilhee · Oh Seongok · Oh Yongran · Park Chunghee · Song Hairim                                            |

## Medaller
| Posició | País          | Or | Argent | Bronze | Total |
| 1       | Noruega       | 1  | 0      | 0      | 1     |
| 1       | França        | 1  | 0      | 0      | 1     |
| 3       | Rússia        | 0  | 1      | 0      | 1     |
| 3       | Islàndia      | 0  | 1      | 0      | 1     |
| 5       | Corea del Sud | 0  | 0      | 1      | 1     |
| 5       | Espanya       | 0  | 0      | 1      | 1     |

## Competició masculina

### Fase de grups

#### Grup A
| Equip   | J | G | E | P | GF  | GC  | Dif | Punts |
| ------- | - | - | - | - | --- | --- | --- | ----- |
| França  | 5 | 4 | 1 | 0 | 148 | 115 | +33 | 13    |
| Polònia | 5 | 3 | 1 | 1 | 147 | 128 | +19 | 10    |
| Croàcia | 5 | 3 | 0 | 2 | 140 | 115 | +25 | 9     |
| Espanya | 5 | 3 | 0 | 2 | 152 | 145 | +7  | 9     |
| Brasil  | 5 | 1 | 0 | 4 | 129 | 153 | -24 | 3     |
| Xina    | 5 | 0 | 0 | 5 | 104 | 164 | -60 | 0     |

| Croàcia | 31-29 | Espanya |
| ------- | ----- | ------- |
|         |       |         |

 Olympic Sports Centre Gymnasium
| França | 34-26 | Brasil |
| ------ | ----- | ------ |
|        |       |        |

 Olympic Sports Centre Gymnasium
| Polònia | 33-19 | Xina |
| ------- | ----- | ---- |
|         |       |      |

 Olympic Sports Centre Gymnasium
| Brasil | 14-33 | Croàcia |
| ------ | ----- | ------- |
|        |       |         |

 Olympic Sports Centre Gymnasium
| Xina | 19-33 | França |
| ---- | ----- | ------ |
|      |       |        |

 Olympic Sports Centre Gymnasium
| Espanya | 30-29 | Polònia |
| ------- | ----- | ------- |
|         |       |         |

 Olympic Sports Centre Gymnasium
| Polònia | 28-25 | Brasil |
| ------- | ----- | ------ |
|         |       |        |

 Olympic Sports Centre Gymnasium
| Xina | 22-36 | Espanya |
| ---- | ----- | ------- |
|      |       |         |

 Olympic Sports Centre Gymnasium
| França | 23-19 | Croàcia |
| ------ | ----- | ------- |
|        |       |         |

 Olympic Sports Centre Gymnasium
| Brasil | 29-22 | Xina |
| ------ | ----- | ---- |
|        |       |      |

 Olympic Sports Centre Gymnasium
| França | 28-21 | Espanya |
| ------ | ----- | ------- |
|        |       |         |

 Olympic Sports Centre Gymnasium
| Croàcia | 24-27 | Polònia |
| ------- | ----- | ------- |
|         |       |         |

 Olympic Sports Centre Gymnasium
| Espanya | 36-35 | Brasil |
| ------- | ----- | ------ |
|         |       |        |

 Olympic Sports Centre Gymnasium
| Croàcia | 33-22 | Xina |
| ------- | ----- | ---- |
|         |       |      |

 Olympic Sports Centre Gymnasium
| Polònia | 30-30 | França |
| ------- | ----- | ------ |
|         |       |        |

 Olympic Sports Centre Gymnasium

#### Grup B
| Equip         | J | G | E | P | GF  | GC  | Dif | Punts |
| ------------- | - | - | - | - | --- | --- | --- | ----- |
| Corea del Sud | 5 | 3 | 0 | 2 | 122 | 129 | -9  | 9     |
| Dinamarca     | 5 | 2 | 2 | 1 | 137 | 131 | +6  | 8     |
| Islàndia      | 5 | 2 | 2 | 1 | 151 | 156 | +5  | 8     |
| Alemanya      | 5 | 2 | 1 | 2 | 132 | 124 | +8  | 7     |
| Rússia        | 5 | 2 | 1 | 2 | 135 | 131 | +4  | 7     |
| Egipte        | 4 | 0 | 2 | 3 | 127 | 132 | -5  | 2     |

| Rússia | 31-33 | Islàndia |
| ------ | ----- | -------- |
|        |       |          |

 Olympic Sports Centre Gymnasium
| Alemanya | 27-23 | Corea del Sud |
| -------- | ----- | ------------- |
|          |       |               |

 Olympic Sports Centre Gymnasium
| Dinamarca | 23-23 | Egipte |
| --------- | ----- | ------ |
|           |       |        |

 Olympic Sports Centre Gymnasium
| Egipte | 27-28 | Rússia |
| ------ | ----- | ------ |
|        |       |        |

 Olympic Sports Centre Gymnasium
| Corea del Sud | 31-30 | Dinamarca |
| ------------- | ----- | --------- |
|               |       |           |

 Olympic Sports Centre Gymnasium
| Islàndia | 33-29 | Alemanya |
| -------- | ----- | -------- |
|          |       |          |

 Olympic Sports Centre Gymnasium
| Alemanya | 25-23 | Egipte |
| -------- | ----- | ------ |
|          |       |        |

 Olympic Sports Centre Gymnasium
| Corea del Sud | 22-21 | Islàndia |
| ------------- | ----- | -------- |
|               |       |          |

 Olympic Sports Centre Gymnasium
| Dinamarca | 25-24 | Rússia |
| --------- | ----- | ------ |
|           |       |        |

 Olympic Sports Centre Gymnasium
| Egipte | 22-24 | Corea del Sud |
| ------ | ----- | ------------- |
|        |       |               |

 Olympic Sports Centre Gymnasium
| Rússia | 24-24 | Alemanya |
| ------ | ----- | -------- |
|        |       |          |

 Olympic Sports Centre Gymnasium
| Dinamarca | 32-32 | Islàndia |
| --------- | ----- | -------- |
|           |       |          |

 Olympic Sports Centre Gymnasium
| Islàndia | 32-32 | Egipte |
| -------- | ----- | ------ |
|          |       |        |

 Olympic Sports Centre Gymnasium
| Rússia | 29-22 | Corea del Sud |
| ------ | ----- | ------------- |
|        |       |               |

 Olympic Sports Centre Gymnasium
| Alemanya | 21-27 | Dinamarca |
| -------- | ----- | --------- |
|          |       |           |

 Olympic Sports Centre Gymnasium

### Fase Final
|  | Quarts de final | Quarts de final |            |         | Semifinals  | Semifinals  |  |  | Final      | Final |
|  |                 |                 |            |         |             |             |  |  |            |       |
|  | 20 d'agost      |                 |            |         |             |             |  |  |            |       |
|  |                 |                 |            |         |             |             |  |  |            |       |
|  | França          | 27              |            |         |             |             |  |  |            |       |
|  | França          | 27              | 22 d'agost |         |             |             |  |  |            |       |
|  | Rússia          | 24              |            |         |             |             |  |  |            |       |
|  | Rússia          | 24              | França     | 25      |             |             |  |  |            |       |
|  | 20 d'agost      |                 | França     | 25      |             |             |  |  |            |       |
|  |                 | Croàcia         | 23         |         |             |             |  |  |            |       |
|  | Croàcia         | Croàcia         | 23         | 26      |             |             |  |  |            |       |
|  | Croàcia         |                 | 24 d'agost | 26      |             |             |  |  |            |       |
|  | Dinamarca       | 24              |            |         |             |             |  |  |            |       |
|  | Dinamarca       | 24              | França     | 28      |             |             |  |  |            |       |
|  | 20 d'agost      |                 | França     | 28      |             |             |  |  |            |       |
|  |                 | Islàndia        | 23         |         |             |             |  |  |            |       |
|  | Islàndia        | Islàndia        | 23         | 32      |             |             |  |  |            |       |
|  | Islàndia        | 22 d'agost      |            | 32      |             |             |  |  |            |       |
|  | Polònia         | 30              |            |         |             |             |  |  |            |       |
|  | Polònia         | 30              | Islàndia   | 36      | Tercer lloc | Tercer lloc |  |  |            |       |
|  | 20 d'agost      |                 | Islàndia   | 36      | Tercer lloc | Tercer lloc |  |  |            |       |
|  |                 | Espanya         | 30         |         |             |             |  |  |            |       |
|  | Espanya         | Espanya         | 30         | 29      | Croàcia     | 29          |  |  |            |       |
|  | Espanya         |                 |            | 29      | Croàcia     | 29          |  |  |            |       |
|  | Corea del Sud   | 24              |            | Espanya | 35          |             |  |  |            |       |
|  | Corea del Sud   | 24              |            |         | 35          |             |  |  |            |       |
|  |                 |                 |            |         |             |             |  |  | 24 d'agost |       |
|  |                 |                 |            |         |             |             |  |  |            |       |

## Competició femenina

### Fase de grups

#### Grup A
| Equip      | J | G | E | P | GF  | GC  | Dif | Punts |
| ---------- | - | - | - | - | --- | --- | --- | ----- |
| Noruega    | 5 | 5 | 0 | 0 | 154 | 106 | +48 | 15    |
| Romania    | 5 | 4 | 0 | 1 | 150 | 112 | +38 | 12    |
| França     | 5 | 2 | 0 | 3 | 121 | 128 | -7  | 6     |
| Xina       | 5 | 2 | 0 | 3 | 122 | 135 | -13 | 6     |
| Kazakhstan | 5 | 1 | 1 | 3 | 109 | 137 | -28 | 4     |
| Angola     | 5 | 0 | 1 | 4 | 109 | 147 | -38 | 1     |

| França | 32-21 | Angola |
| ------ | ----- | ------ |
|        |       |        |

 Olympic Sports Centre Gymnasium
| Romania | 31-19 | Kazakhstan |
| ------- | ----- | ---------- |
|         |       |            |

 Olympic Sports Centre Gymnasium
| Noruega | 30-23 | Xina |
| ------- | ----- | ---- |
|         |       |      |

 Olympic Sports Centre Gymnasium
| Kazakhstan | 18-21 | França |
| ---------- | ----- | ------ |
|            |       |        |

 Olympic Sports Centre Gymnasium
| Angola | 17-31 | Noruega |
| ------ | ----- | ------- |
|        |       |         |

 Olympic Sports Centre Gymnasium
| Xina | 20-34 | Romania |
| ---- | ----- | ------- |
|      |       |         |

 Olympic Sports Centre Gymnasium
| Romania | 34-26 | França |
| ------- | ----- | ------ |
|         |       |        |

 Olympic Sports Centre Gymnasium
| Xina | 32-24 | Angola |
| ---- | ----- | ------ |
|      |       |        |

 Olympic Sports Centre Gymnasium
| Noruega | 35-19 | Kazakhstan |
| ------- | ----- | ---------- |
|         |       |            |

 Olympic Sports Centre Gymnasium
| Kazakhstan | 29-26 | Xina |
| ---------- | ----- | ---- |
|            |       |      |

 Olympic Sports Centre Gymnasium
| Romania | 28-23 | Angola |
| ------- | ----- | ------ |
|         |       |        |

 Olympic Sports Centre Gymnasium
| França | 24-34 | Noruega |
| ------ | ----- | ------- |
|        |       |         |

 Olympic Sports Centre Gymnasium
| Angola | 24-24 | Kazakhstan |
| ------ | ----- | ---------- |
|        |       |            |

 Olympic Sports Centre Gymnasium
| Noruega | 24-23 | Romania |
| ------- | ----- | ------- |
|         |       |         |

 Olympic Sports Centre Gymnasium
| França | 18-21 | Xina |
| ------ | ----- | ---- |
|        |       |      |

 Olympic Sports Centre Gymnasium

#### Grup B
| Equip         | J | G | E | P | GF  | GC  | Dif | Punts |
| ------------- | - | - | - | - | --- | --- | --- | ----- |
| Rússia        | 5 | 4 | 1 | 0 | 148 | 125 | +23 | 13    |
| Corea del Sud | 5 | 3 | 1 | 1 | 155 | 127 | +28 | 10    |
| Hongria       | 5 | 2 | 1 | 2 | 129 | 142 | -13 | 7     |
| Suècia        | 5 | 2 | 0 | 3 | 123 | 137 | -14 | 6     |
| Brasil        | 5 | 1 | 1 | 3 | 124 | 137 | -13 | 4     |
| Alemanya      | 5 | 1 | 0 | 4 | 123 | 134 | -11 | 3     |

| Hongria | 30-24 | Suècia |
| ------- | ----- | ------ |
|         |       |        |

 Olympic Sports Centre Gymnasium
| Rússia | 29-29 | Corea del Sud |
| ------ | ----- | ------------- |
|        |       |               |

 Olympic Sports Centre Gymnasium
| Alemanya | 24-22 | Brasil |
| -------- | ----- | ------ |
|          |       |        |

 Olympic Sports Centre Gymnasium
| Brasil | 28-28 | Hongria |
| ------ | ----- | ------- |
|        |       |         |

 Olympic Sports Centre Gymnasium
| Corea del Sud | 30-20 | Alemanya |
| ------------- | ----- | -------- |
|               |       |          |

 Olympic Sports Centre Gymnasium
| Suècia | 24-28 | Rússia |
| ------ | ----- | ------ |
|        |       |        |

 Olympic Sports Centre Gymnasium
| Rússia | 28-19 | Brasil |
| ------ | ----- | ------ |
|        |       |        |

 Olympic Sports Centre Gymnasium
| Corea del Sud | 31-23 | Suècia |
| ------------- | ----- | ------ |
|               |       |        |

 Olympic Sports Centre Gymnasium
| Alemanya | 24-25 | Hongria |
| -------- | ----- | ------- |
|          |       |         |

 Olympic Sports Centre Gymnasium
| Brasil | 33-32 | Corea del Sud |
| ------ | ----- | ------------- |
|        |       |               |

 Olympic Sports Centre Gymnasium
| Alemanya | 26-27 | Suècia |
| -------- | ----- | ------ |
|          |       |        |

 Olympic Sports Centre Gymnasium
| Hongria | 24-33 | Rússia |
| ------- | ----- | ------ |
|         |       |        |

 Olympic Sports Centre Gymnasium
| Suècia | 25-22 | Brasil |
| ------ | ----- | ------ |
|        |       |        |

 Olympic Sports Centre Gymnasium
| Rússia | 30-29 | Alemanya |
| ------ | ----- | -------- |
|        |       |          |

 Olympic Sports Centre Gymnasium
| Hongria | 22-33 | Corea del Sud |
| ------- | ----- | ------------- |
|         |       |               |

 Olympic Sports Centre Gymnasium

### Fase Final
|  | Quarts de final | Quarts de final |         |         | Semifinals    | Semifinals  |  |  | Final | Final |
|  |                 |                 |         |         |               |             |  |  |       |       |
|  |                 |                 |         |         |               |             |  |  |       |       |
|  |                 |                 |         |         |               |             |  |  |       |       |
|  | Noruega         | 31              |         |         |               |             |  |  |       |       |
|  | Noruega         | 31              |         |         |               |             |  |  |       |       |
|  | Suècia          | 24              |         |         |               |             |  |  |       |       |
|  | Suècia          | 24              | Noruega | 29      |               |             |  |  |       |       |
|  |                 |                 | Noruega | 29      |               |             |  |  |       |       |
|  |                 | Corea del Sud   | 28      |         |               |             |  |  |       |       |
|  | R.P. de la Xina | Corea del Sud   | 28      | 23      |               |             |  |  |       |       |
|  | R.P. de la Xina |                 |         | 23      |               |             |  |  |       |       |
|  | Corea del Sud   | 31              |         |         |               |             |  |  |       |       |
|  | Corea del Sud   | 31              | Noruega | 34      |               |             |  |  |       |       |
|  |                 |                 | Noruega | 34      |               |             |  |  |       |       |
|  |                 | Rússia          | 27      |         |               |             |  |  |       |       |
|  | Hongria         | Rússia          | 27      | 34      |               |             |  |  |       |       |
|  | Hongria         |                 |         | 34      |               |             |  |  |       |       |
|  | Romania         | 30              |         |         |               |             |  |  |       |       |
|  | Romania         | 30              | Hongria | 20      | Tercer lloc   | Tercer lloc |  |  |       |       |
|  |                 |                 | Hongria | 20      | Tercer lloc   | Tercer lloc |  |  |       |       |
|  |                 | Rússia          | 22      |         |               |             |  |  |       |       |
|  | Rússia          | Rússia          | 22      | 32      | Corea del Sud | 33          |  |  |       |       |
|  | Rússia          |                 |         | 32      | Corea del Sud | 33          |  |  |       |       |
|  | França          | 31              |         | Hongria | 28            |             |  |  |       |       |
|  | França          | 31              |         |         | 28            |             |  |  |       |       |
|  |                 |                 |         |         |               |             |  |  |       |       |
|  |                 |                 |         |         |               |             |  |  |       |       |